# Lampanyctus crocodilus
La madre de la anchoa (Lampanyctus crocodilus), es una especie de pez marino de la familia de los mictófidos o peces linterna.
Su pesca tiene un interés potencial.

## Morfología
Su longitud máxima descrita es de 30 cm. Son luminiscentes, con hileras de fotóforos a lo largo de su cuerpo. En la aleta dorsal tiene de 13 a 14 radios blandos y en la anal de 16 a 18, ambas sin espinas. Se distingue de otras especies de este género por el patrón de sus fotóforos y por sus cortas aletas pectorales localizadas justo debajo de la apertura de las branquias.

## Distribución y hábitat
Es un pez marino bati-pelágico de aguas profundas, oceanódromo, que habita en un rango de profundidad entre 0 y 1.192 metros Se distribuye por el norte del océano Atlántico, entre los 75° y 22.º de latitud norte, así como por el mar Mediterráneo.
Es un pez oceánico de alta mar, que realiza migraciones diarias en vertical, bajando durante el día entre 700 y 1.000 metros de profundidad -con juveniles en la parte más alta- mientras que por la noche sube a la zona entre 45 y 250 metros. Se alimenta de zooplancton. No se conoce bien su comportamiento reproductor, pero aparentemento desova en aguas profundas.